# Aleksandr Smetanin
Aleksandr Smetanin (* 25. Mai 1980 in Kohtla-Järve, Estnische SSR) ist ein ehemaliger estnischer Eishockeyspieler, der zuletzt bis 2012 bei Kohtla-Järve Viru Sputnik in der estnischen Eishockeyliga spielte.

## Karriere
Smetanin begann seine Karriere als Eishockeyspieler beim HK Central Kohtla-Järve in seiner Geburtsstadt, für den er als 16-Jähriger in der Meistriliiga debütierte. Neben den Einsätzen für seinen Stammverein spielte er auch für HK Spartak Sankt Petersburg in der russischen Wysschaja Liga sowie den HK Homel und den HK Brest in der belarussischen Extraliga. Im Laufe der Spielzeit 2002/03 wechselte er zu Tartu Kalev-Välk, mit dem er  2003 und 2008 estnischer Meister wurde. Nach dem zweiten Meistertitel mit dem Klub aus der traditionsreichen Universitätsstadt, kehrte nach Kohtla-Järve zurück, wo er bis zu seinem Karriereende 2012 für Kohtla-Järve Viru Sputnik auf dem Eis stand. Mit dem Klub aus seiner Heimatstadt konnte er 2010 erneut den estnischen Titel erringen.

### International
Im Juniorenbereich nahm Smetanin für Estland an der U20-C-Weltmeisterschaft 1999 teil. Mit der Herren-Nationalmannschaft der Balten spielte er lediglich bei der Weltmeisterschaft 2009 in der Division II, wo er mit dem Treffer zum zwischenzeitlichen 14:1 beim 16:1-Erfolg gegen Island sein einziges Länderspieltor erzielte.

## Erfolge und Auszeichnungen
- 2003 Estnischer Meister mit Tartu Kalev-Välk
- 2008 Estnischer Meister mit Tartu Kalev-Välk
- 2010 Estnischer Meister mit Kohtla-Järve Viru Sputnik